# Нижиковка
Нижиковка (Межиковка) — река в России, протекает в Бокситогорском районе Ленинградской области. Исток реки находится в озере Чикозеро или в километре к северу от озера (на картах не надписан ни один из двух водотоков, образующих Нижиковку), течёт сначала на юго-запад, затем на юг. Устье реки находится в 80 км по левому берегу реки Лидь у деревни Великий Двор Лидского сельского поселения. Длина реки составляет 24 км.

## Данные водного реестра
По данным государственного водного реестра России относится к Верхневолжскому бассейновому округу, водохозяйственный участок реки — Молога от истока и до устья, речной подбассейн реки — Реки бассейна Рыбинского водохранилища. Речной бассейн реки — (Верхняя) Волга до Куйбышевского водохранилища (без бассейна Оки).
Код объекта в государственном водном реестре — 08010200112110000006924.